# Svenskhusen på Bornholm

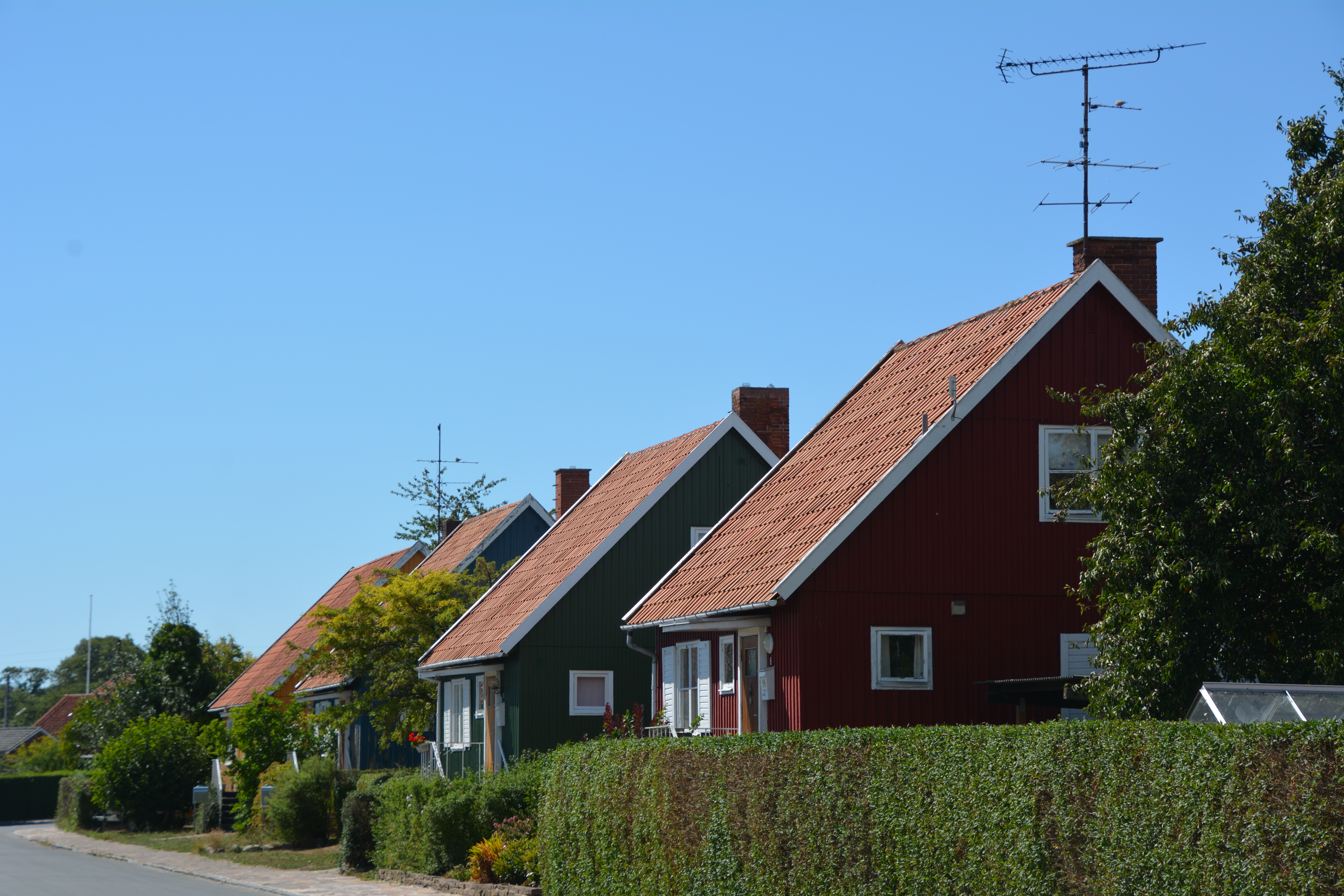
Svenskhus på Hedtoftsvej i Nexø

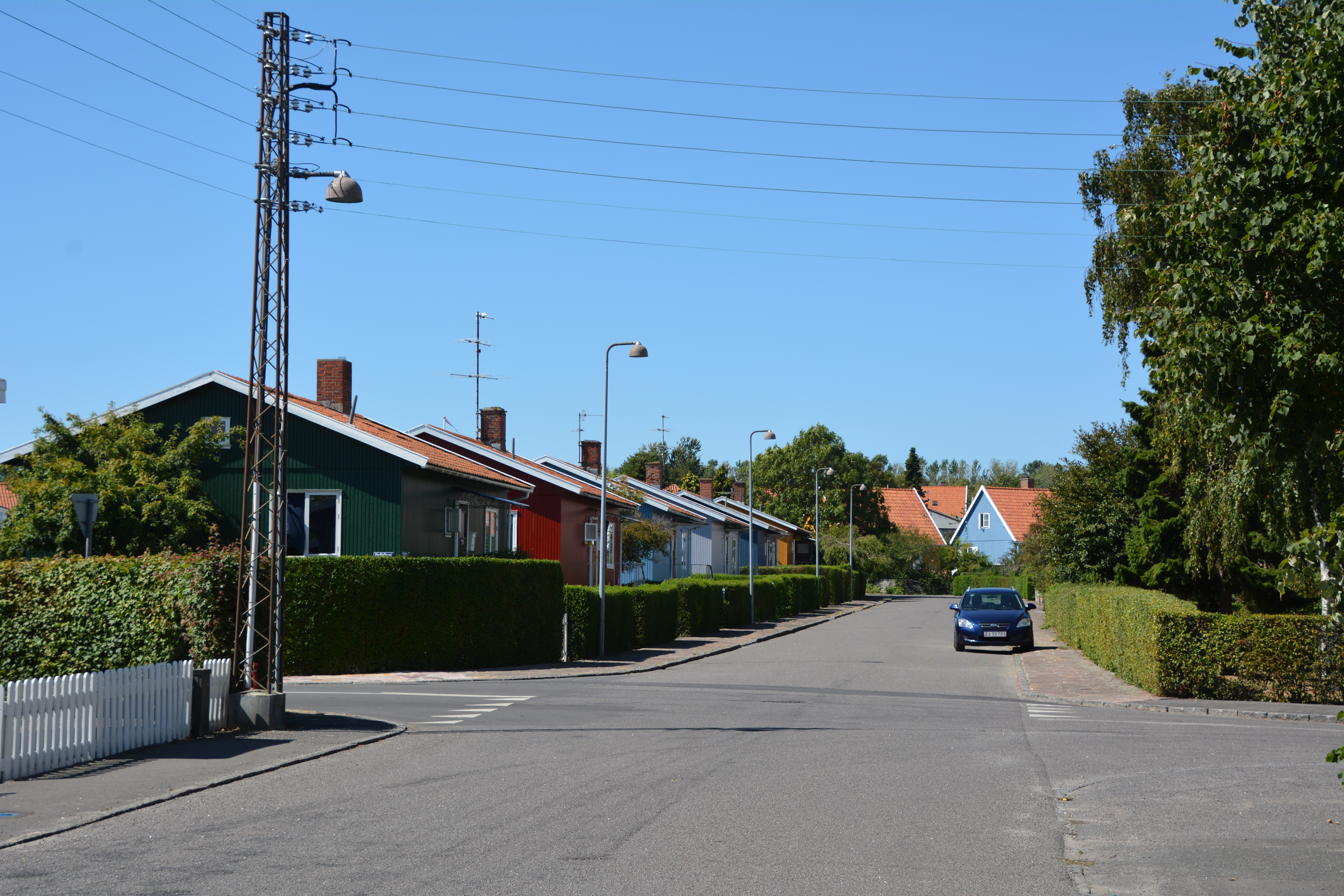
Svenskhus på Sverigesvej i Nexø

Svenskhusen i Rønne och Nexø är 300 monteringsfärdiga hus på Bornholm i Danmark, som 1945 skänktes av den svenska staten till den danska staten som återuppbyggnadshjälp för de två städerna efter ryska bombanfall vid slutet av andra världskriget. Av gåvan gick 225 hus till Rønne, där de uppfördes i en ring runt innerstan och 75 till Nexø, där de uppfördes på Paradislyckan utanför den traditionella stenstaden.

## De sovjetiska bombningarna
Vid andra världskrigets slut kapitulerade tyska styrkor i övriga Danmark till britterna under fältmarskalken Bernard Montgomery. Den tyske kommendanten Gerhard von Kamptz (1902–1998) på Bornholm vägrade att kapitulera till Sovjetunionen, varefter sovjetiska flygplan släppte ett stort antal förhållandesvis små bomber över Rønne och Nexø den 7 och den 8 maj 1945. Flygbombningarna åstadkom stor förödelse på bebyggelsen i bägge städerna, inte minst genom brand. 800 hus förstördes och 3 000 hus skadades. Uppemot 750 personer totalt på Bornholm blev husvilla. Samtliga Nexøs 959 fastigheter skadades, varav 128 var totalförstörda och ytterligare 264 behövde rivas.

## Det svenska biståndsprojektet
Redan i maj träffades socialministrarna Gustav Möller och Hans Hedtoft i Köpenhamn, varvid Möller ställde en svensk leverans av monteringsfärdiga hus i utsikt. Beslut togs i konselj den 15 juni och regeringens uppdrag gick till Försvarets Bostadsanskaffningsnämnd under ordföranden Erik Lindeberg.
Två hustyper av trä utformades i samråd med arkitekterna Sven Wallander och Otto Forsell, för att uppföras på grunder med källare gjutna i betong och med murade betonghålblock. Stommen var av stolpkonstruktion med dubbelsidiga paneler, med ytterväggarna isolerade med träfiberplattor.
De prefabricerade husen levererades till Bornholm av AB Svenska Trähus. Två provhus av vardera typ skeppades i juli med en första av omkring 70 skeppslaster. Dessa  uppfördes i Rønne och Nexø. Omkring 250 hus tillverkades av det HSB-ägda AB Junohus i Uddevalla. 50 hus levererades från annat håll. Kommunerna Rønne och Nexø svarade för stadsplanering och uppförande av husgrunder. Husen uppfördes med en huvudentreprenör i var stad, med en sammanlagd arbetsstyrka på 500 man som kom från det danska fastlandet. Grunderna var färdiga till 250 hus i oktober 1945, och i december kunde de första inflyttningarna ske. 250 hus var bebodda i maj 1946, och i december 1946 var de sista 50 husen klara.
Gåvobrevet är undertecknat den 23 november 1945 av Gustaf V och Gustaf Möller:
| ”                                                            | Vi, Gustaf V, med Guds nåde, Sveriges, Götes och Wendes Konung, göra veterligt att Vi, med hänsyn till behovet att bereda bostäder åt utbombade personer å Bornholm, den 15 juni 1945 beslutat att till danska staten överlämna 250 monteringsfärdiga trähus, med därtill hörande yttre ledningar ävensom erforderlig fast inredning, vartdera avsett för en familj. Husen skulle av dansk arbetsledning och danska arbetare i samverkan med svenska fackmän uppföras åt städerna Rönne och Nexö å Bornholm. Av dessa hus hava 200 uppförts i Rönne och 50 i Nexö. Såsom ett led i det svenska folkets bidrag till internationellt återuppbyggande efter det andra världskriget och såsom ett uttryck för samhörigheten mellan de svenska och danska brödrafolken överlämnas samtliga dessa hus såsom gåva till danska staten. | „ |
| – Stockholms slott den 23 november 1945 Gustaf/Gustaf Möller | |   |

## Svenskehusene
"Svenskehusene” är av två typer. Det mindre (kallad typ 102) är av bungalowtyp i ett våningsplan med tre rum och kök med matplats samt badrum och full källare. Det större är en 1 1/2-plans villa med fem rum och kök och bad, med hel källare och en bostadsyta på 110 kvadratmeter. Husen byggdes på en 400–700 kvadratmeters tomt i nyplanerade områden utanför den traditionella stenhusbebyggelsen.
Den mindre enplansvarianten ritades av HSB Boro:s arkitektkontor i Stockholm och byggdes i 110 exemplar. Tvåvåningshuset är en lätt modifierad variant av ett standardhus i AB Svenska Trähus katalog.
Färgsättningen bestämdes av arkitekten Willy Hansen (1899–1979), som ledde återuppbyggnaden av Rønne. Elva färger fick användas, och ingen av dessa hade någon skarp färgton.

## Miljö
Trähuskvarteren är arkitektoniskt värdefulla trädgårdsstadsmiljöer, vilka har värnats av de kommunala myndigheterna genom restriktioner som infördes 1949.
Husens ursprungliga utseende beträffande färger, material och konstruktionselement måste bevaras, och tillbyggnad kan bara ske med byrådets tillåtelse och på ett sätt som bibehåller husens ursprungliga stil. Sådan tillbyggnad får heller inte ske mellan husfasad och gata. Byrådet kan ge tillåtelse att bygga trädgårdsstugor och terrasser, om dessa inte syns från gatan. Färgvalet är begränsat till ett fåtal bestämda färger.

## Svenskhusen i Calvados, Normandie
Svenskhusen i Normandie: På motsvarande sätt skänkte Sverige nära 400 specialritade monteringsfärdiga hus till tio kommuner i departementet Calvados, Normandie, Frankrike. 

## Svenskehusen i Norge
Svenskehus: Under och efter andra världskriget skänkte Sverige monteringsfärdiga hus till flera städer i Norge.